# Hemmige, Piriyapatna
Hemmige là một làng thuộc tehsil Piriyapatna, huyện Mysore, bang Karnataka, Ấn Độ.